# William Guybon Atherstone

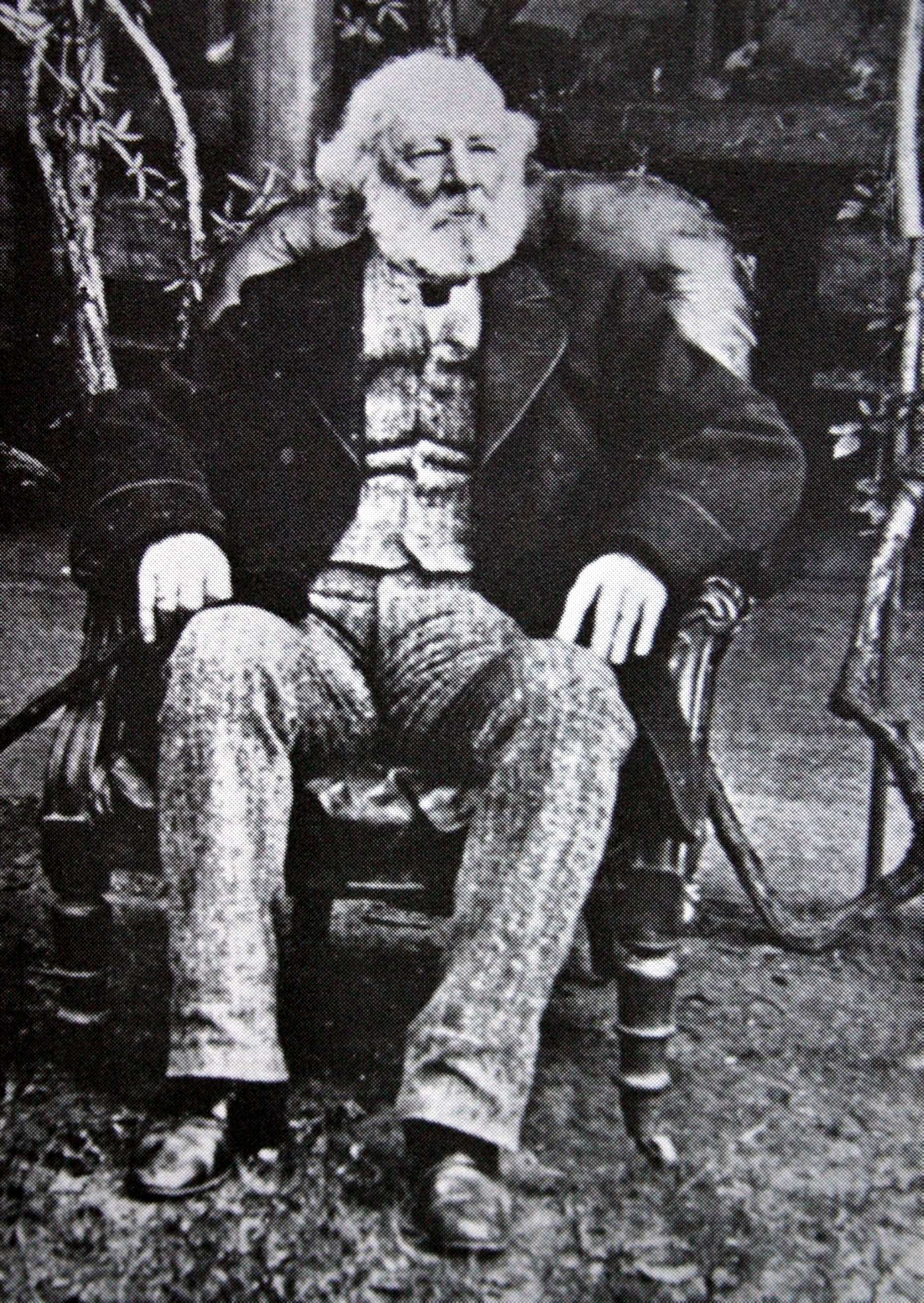
William Guybon Atherstone

William Guybon Atherstone (* 27. Mai 1814 im Distrikt Uitenhage, Kapkolonie; † 26. März 1898 in Grahamstown, Kapkolonie) war ein südafrikanischer Arzt, Paläontologe und Geologe. Er war einer der Pioniere der geologischen Erforschung Südafrikas.

## Leben
Atherstone war niedergelassener Arzt in Grahamstown. Ab 1839 begann er sich für geologische und paläontologische Fragen zu interessieren, beschrieb die lokalen geologischen Verhältnisse in der Region von Uitenhage und sammelte Fossilien der Karoo-Supergruppe, darunter Abdrücke von Reptilien, die er auch dem Natural History Museum (damals British Museum (Natural History)) zusandte, wo sie Richard Owen beschrieb.
1867 identifizierte er ein bei De Kalk am Zusammenfluss der Flüsse Vaal und Riet gefundenes Mineral als Diamant, was zum Diamantenboom in Südafrika beitrug. Er machte auch auf das Vorkommen von Kimberley aufmerksam.
Atherstone war Fellow der Geological Society of London und des Royal College of Surgeons of England. 1895 war er einer der Gründer der Geological Society of South Africa in Johannesburg. Er war einige Jahre Mitglied des Parlaments der Kapkolonie.

## Ehrungen
Nach ihm ist die Pflanzengattung Atherstonea Pappe 1862 aus der Familie der Brechnussgewächse (Loganiaceae) benannt worden.